# Quinto (Spiel)
Bei Quinto handelt es sich um ein Strategiespiel für eine Person, das auf einem 5x5 Felder großen Spielfeld ausgetragen wird. Als Problemlösungsverfahren  wird Backtracking (Rückverfolgung) angesehen.

## Spielidee
Jedes Feld hat einen zweiwertigen Zustand. Hierbei handelt es sich meistens um zwei Farben (zum Beispiel rot und blau). Am Anfang des Spiels sind alle 25 Felder in dem gleichen Zustand (alle rot).
Der Spielvorgang besteht darin, das man in einem Zug den Zustand eines Feldes ändert. Wenn ein Feld eine Zustandsänderung erfährt (von rot nach blau oder umgekehrt), werden gleichzeitig auch die Zustände der links, rechts, oben und unten angrenzenden Felder geändert. Gibt es an der entsprechenden Kante kein angrenzendes Feld, weil das Spielfeld dort zu Ende ist, wird dies vernachlässigt, und nur die existierenden angrenzenden Felder werden geändert. Ziel des Spiels ist es, in möglichst wenig Zügen (oder möglichst geringer Zeit) alle 25 Felder in den anderen Zustand (Farbe) zu wechseln. Als Varianten kann man auch mit 4 × 4 Feldern spielen.

## Sonstiges
Quinto ist auch ein Kartenspiel von Sid Sackson.